# Скотсон, Каллум
Каллум Скотсон (англ. Callum Scotson; род. 10 августа 1996, Голер, Австралия) — австралийский трековый и шоссейный велогонщик, c 2019 года выступающий за команду мирового тура «Mitchelton-Scott». Чемпион мира по трековым велогонкам в командной гонке преследования (2016). Серебряный призёр Летних Олимпийских игр в командной гонке преследования (2016). Младший брат австралийского профессионального велогонщика Майлза Скотсона.

## Достижения

### Треке
2016
1-й  — Чемпион мира в командной гонке преследования
- 2-й  на Летних Олимпийских играх в командной гонке преследования

2017
- Чемпионат мира
  - 2-й в мэдисоне (вместе с Кэмерон Мейером)

2018
- Чемпионат мира
  - 3-й в скрэтче[2]
  - 3-й в мэдисоне (вместе с Кэмерон Мейером)

### Шоссе
2016
- 1-й  — Чемпион Австралии в категории U-23 в индивидуальной гонке
- 5-й на Six Days of London вместе с Кэмероном Мейером
- 5-й на Дуо Норман вместе с Майлзом Скотсоном

2017
- 1-й  — Чемпион Австралии в категории U-23 в индивидуальной гонке
- 5-й на Чемпионате мира в категории U-23 в индивидуальной гонке
- 5-й на Le Triptyque des Monts et Châteaux в ГК

2017
- 1-й  — Чемпион Австралии в категории U-23 в индивидуальной гонке
- 4-й на Играх Содружества в индивидуальной гонке
- 5-й на Le Triptyque des Monts et Châteaux в ГК
- 10-й на Чемпионате мира в категории U-23 в индивидуальной гонке

| ГК | Генеральная классификация |